# Reflections (Jerry Garcia)
Reflections è il terzo album in studio da solista del musicista statunitense Jerry Garcia, pubblicato nel 1976.

## Tracce
Side 1
1. Might As Well – 3:54 (Jerry Garcia, Robert Hunter)
2. Mission In The Rain – 5:04 (Garcia, Hunter)
3. They Love Each Other – 4:37 (Garcia, Hunter)
4. I'll Take a Melody – 9:28 (Allen Toussaint)

Side 2
1. It Must Have Been the Roses – 5:29 (Hunter)
2. Tore Up Over You – 4:30 (Hank Ballard)
3. Catfish John – 7:00 (Bob McDill, Allen Reynolds)
4. Comes a Time – 6:29 (Garcia, Hunter)